# 쿼드러플위칭데이
흔히 '네 마녀의 날'이라고도 불리는 쿼드러플위칭데이(Quadruple witching day)는 네 가지 파생상품의 만기일이 겹치는 날이다. 이 날에는 주가가 장이 끝날 때까지 요동 쳐 마치 마녀가 장난을 치는 것과 같다고 하는 데에서 이름이 유래되었다. 쿼드러플위칭데이는 3, 6, 9, 12월의 세 번째 목요일에 발생하는데, 개별 주식 옵션, 선물 그리고 주가 지수 옵션, 선물 등 네 파생상품이 만기된다. 대한민국에서는 개별주식선물이 2005년에 도입된 후로 쿼드러플위칭데이가 생겨났다.

## 같이 보기
- 스윙 트레이딩